# Kradibia etiennei
Kradibia etiennei är en stekelart som beskrevs av Wiebes 1990. Kradibia etiennei ingår i släktet Kradibia och familjen fikonsteklar.
Artens utbredningsområde är Réunion. Inga underarter finns listade i Catalogue of Life.